# Диявольський піратський корабель
Диявольський піратський корабель (англ. The Devil-Ship Pirates) — англійський пригодницький фільм 1964 року.

## Сюжет
1588 рік. Піратський корабель, який бився на стороні іспанської Армади, постраждав в бою і змушений був пришвартуватися в бухті біля маленького англійського селища. Пірати переконують жителів в тому, що англійський флот зазнав поразки, а вони, тепер їх господарі. Це призводить до того, що селяни неохоче співпрацюють з ними. Але чутки з полів битв доходять до жителів села, і незабаром іспанські пірати опиняються перед загрозою повстання.

## У ролях
| Актор         | Роль                            |
| ------------- | ------------------------------- |
| Крістофер Лі  | капітан Робелес                 |
| Ендрю Кір     | Том, батько Гаррі               |
| Джон Кейрні   | Гаррі                           |
| Дункан Ламонт | боцман                          |
| Майкл Ріппер  | Пепе, пірат                     |
| Ернест Кларк  | сер Безіл Стітон                |
| Беррі Воррен  | Дон Мануель Родрігес де Севілья |
| Сюзен Фармер  | Ангела Стітон                   |
| Наташа Пайн   | Джейн, сестра Гаррі             |
| Аннетт Вайтлі | Мег                             |